# Joshua N. Haldeman
Joshua Norman Haldeman (Pequot Lakes; 25 de noviembre de 1902-Pretoria; 13 de enero de 1974) fue un quiropráctico, aviador y político estadounidense, conocido por ser el abuelo materno del magnate Elon Musk. Se involucró en la política canadiense, apoyando al movimiento tecnócrata. En 1950 se traslada a Sudáfrica, donde defendió el apartheid, sistema de segregación racial que es considerado crimen de lesa humanidad por la Corte Penal Internacional en su Estatuto de Roma de 1998. También promovió teorías conspirativas de diversa índole, principalmente relacionadas con los judíos. Murió tras estrellarse con su avión el 13 de enero de 1974.

## Biografía

### Infancia
Haldeman nació en 1902 en Pequot Lakes, Minnesota, del matrimonio conformado por John Elon Haldeman y Almeda Jane Norman. Tuvo una hermana que se llamaba igual que su madre. Cuando tenía dos años su padre fue diagnosticado con diabetes, tras lo cual su madre empezó a estudiar quiropráctica en la E. W. Lynch's Chiropractic School de Mineápolis, terminando sus estudios en esta pseudociencia en enero de 1905. Se acabarían mudando a Canadá, específicamente a la provincia de Saskatchewan, donde su madre se convertiría en la primera persona que se tenga registro en ejercer esta medicina alternativa en el país. Su padre muere en 1909 y su madre se casa con un hombre llamado Heseltine Wilson, dueño de un rancho donde se terminarían de criar Joshua y su hermana.

### Educación y carrera profesional (hasta 1950)
Joshua asistió a varias universidades, siendo algunas de ellas la Universidad Politécnica de Saskatchewan, la Universidad de Regina, la Universidad de Manitoba y la Universidad de Chicago, sin embargo no se graduaría hasta 1926, y no en ninguna de las universidades anteriores, sino en la Escuela Palmer de Quiroprácticos, en Iowa, convirtiéndose Haldeman en amigo del fundador de la misma, Bartlett J. Palmer. 
Después de trabajar un tiempo como quiropráctico, pasó a dedicarse al oficio de su padrastro, la agricultura, hasta que perdió el rancho a consecuencia de la Gran Depresión a mediados de los años 30. Tras eso se dedicó a los rodeos, volviendo poco después al oficio de quiropráctico, donde tendría éxito, fundando la Canadian Memorial Chiropractic College y sería electo vicepresidente de la Asociación Canadiense de Quiropráctica en 1947. De 1948 a 1950 sería representante de la Asociación Internacional de Quiroprácticos.

### Familia
Se casó en 1927 con Eve Peters, su primer hijo, Joshua Jerry Noel Haldeman, nació en 1934. El matrimonio se separó en 1937. En 1942 se vuelve a casar con Winnifred Josephine Fletcher, una profesora de danza con quien tuvo sus otros cuatro hijos, incluyendo a su hija Maye, madre de Elon Musk, que junto a su hermana gemela Kaye nació en 1948.

### Actividad política en Canadá
De 1936 a 1941 se involucró en el movimiento tecnócrata de Howard Scott motivo por el cual sería detenido en 1940 por la Policía Montada de Canadá por pertenencia a una organización ilegal. Fue liberado tras pagar ocho mil dólares de fianza. En el juicio lo condenaron por "escribir, publicar y circular" un documento titulado "Statement of patriotism by those who were technocrats" o "Declaración de patriotismo de aquellos que fueron tecnócratas", escrito que la corte consideró que podría causar desapego a su Majestad. 
A partir de 1941, se distanció del movimiento y durante dos años intentó crear su propio partido político, publicando una gaceta llamada "Total War & Defence". Este distanciamiento se debió principalmente a la declaración de apoyo de los Tecnócratas a la Unión Soviética tras la invasión alemana de 1941. Según unas declaraciones de su yerno Errol Musk de 2024, Joshua Haldeman fue simpatizante del Partido Nazi mientras duró la Segunda Guerra Mundial. En 1943 se unió al Partido del Crédito Social de Canadá y fue su candidato para Saskatchewan en las elecciones de 1948, pero no resultó electo. 

#### Antisemitismo y apología delapartheiddesde Canadá
Durante esta época, Haldeman dio un discurso defendiendo la publicación por parte de una revista del partido del conocido texto fraudulento "Los protocolos de los sabios de Sion" el cual se sabía que era falso desde los años veinte y fue usado también por el propio Hitler como justificación del Holocausto. En el discurso Joshua dijo "el plan que se describe en estos protocolos ha sido rápidamente desplegado en el momento de observación de esta generación." Más tarde también declararía que la Sudáfrica del apartheid estaba liderando a la "civilización blanca cristiana" contra la "conspiración internacional de los banqueros judíos" y su "horda de gente de color" que según él estaban comandados por los judíos.

### Traslado a Sudáfrica
En 1950 se muda junto con su familia a Sudáfrica, donde abre una clínica de quiropráctica en Pretoria. Trabaja también como secretario de la Asociación Sudafricana de Quiroprácticos desde 1952 a 1959, cuando se convierte en presidente de la misma hasta 1969.

#### Declaraciones a favor delapartheidy del Partido Nacional de Sudáfrica
Haldeman fue un partidario público de las políticas de segregación racial sudafricanas y del Partido Nacional, el cual gobernaba el país en aquella época. A un reportero del periódico Die Transvaler le dijo: "Las medidas del gobierno sudafricano en vez de alejarme del país me provocan precisamente el efecto contrario, me animaron a venir y asentarme aquí" En 1951, escribió un artículo sobre Sudáfrica para el periódico Canadiense Regina Leader-Post en el cual hacía apología del apartheid y declaró acerca de los negros sudafricanos: "Los nativos son muy primitivos y no deberían ser tomados en serio... Algunos son decentes para un trabajo rutinario, pero ni los mejores de ellos pueden asumir las responsabilidades y acabarán abusando de la autoridad. El gobierno actual de Sudáfrica sabe como encargarse de la cuestión de los nativos."
Más tarde en su vida publicaría dos libros alegando la existencia de conspiraciones internacionales: "The International Conspiracy to Establish a World Dictatorship and the Menace to South Africa"  y "The International Conspiracy in Health"; "La Conspiración Internacional para establecer una dictadura mundial y la amenaza para Sudáfrica" y "La Conspiración Internacional en la salud", respectivamente. En el último presenta sospechas respecto a la fluoración del agua, las vacunas y los seguros de salud.

### Muerte
Para facilitar su traslado entre su residencia en Regina y Iowa, Haldeman tomó lecciones de vuelo, consiguiendo la licencia de piloto en 1948 y comprando un avión monomotor. Él y su segunda esposa se hicieron conocidos como entusiastas del vuelo, volando por toda Norteamérica. En los años 50 escribió un libro titulado The Flying Haldeman: Pity the poor Private Pilots (algo así como: "Los Haldeman Voladores: Qué lástima los pobres pilotos privados.")
La pareja siguió volando intensamente después de mudarse a Sudáfrica, en 1954, volaron 30 000 millas hasta Australia y volvieron por Asia, siendo este probablemente el viaje de mayor distancia hecho con un monomotor. También hicieron multitud de expediciones en avión para buscar la Ciudad Perdida del Kalahari. Haldeman cofundó la Asociación de dueños y pilotos de aviones de Sudáfrica y sirvió como representante en el Concejo de aviación civil y el comité de regulaciones de navegación aérea de Sudáfrica. 
Esta afición acabaría siendo también su causa de muerte, pues en el 13 de enero de 1974 tanto él como el pasajero que llevaba murieron tras estrellarse con su avioneta contra una línea eléctrica durante un aterrizaje de práctica.